# Pedro Álvaro
Pedro Miguel Costa Álvaro (sinh ngày 2 tháng 3 năm 2000) là một cầu thủ bóng đá người Bồ Đào Nha thi đấu cho Benfica B.

## Sự nghiệp câu lạc bộ
Anh ra mắt tại Giải bóng đá hạng nhất quốc gia Bồ Đào Nha cho Benfica B vào ngày 26 tháng 11 năm 2017 trong trận đấu trước Leixões.